# Samo mi se spava
Chansons représentant la Serbie au Concours Eurovision de la chanson
In corpore sano
(2022) Ramonda
(2024)
Samo mi se spava (ou en serbe en écriture cyrillique : Само ми се спава, signifiant « Je veux juste dormir ») est une chanson de Luke Black qui représente la Serbie au Concours Eurovision de la chanson 2023. Elle sort le 2 février 2023, dans le cadre de sa participation à Pesma za Evroviziju.

## Concours Eurovision de la chanson

### Pesma za Evroviziju
Luke Black est annoncé le 9 janvier 2023 comme participant à PZE'23 (Pesma za Evroviziju '23), la présélection serbe pour l'Eurovision 2023. C'est dans ce cadre que sort la chanson Samo mi se spava, le 2 février,.

La chanson est présentée en direct lors de la première des deux demi-finales, le mercredi 1er mars, et se qualifie pour la finale du samedi même, s'étant classée à la sixième position du classement général.
Lors de la finale, la chanson décroche la deuxième place des votes du jury, et remporte donc dans un premier temps 10 points. Les votes du public la classent également deuxième avec 10 points, ce qui porte son score final à 20 points et lui permet de remporter la finale, devenant ainsi la chanson serbe au Concours Eurovision de la chanson 2023.

### À l'Eurovision
Samo mi se spava participe à la première demi-finale, le mardi 9 mai 2023, et est la 3e à passer sur scène. La chanson fait partie des dix qualifiées pour la finale du samedi 13 mai,.
Lors de la finale du 13 mai, elle termine à la 24ème place.